# Danville (Virginia)
Danville település az Amerikai Egyesült Államok Virginia államában. Lakosainak száma 42 590 fő (2020. április 1.).

## Népesség
A település népességének változása:
| Lakosok száma | 43 055 | 42 751 | 42 944 | 42 907 | 42 082 | 42 590 |
|               | 2010   | 2011   | 2012   | 2013   | 2015   | 2020   |